# Karibicickány-félék
A karibicickány-félék (Nesophontidae) az emlősök (Mammalia) osztályának és az Eulipotyphla rendjének egyik családja.
A régebbi rendszertani besorolások szerint a rovarevők (Insectivora) rendjébe, aztán pedig rövid ideig a cickányalakúak (Soricomorpha) rendjébe tartozott.

## Tudnivalók
A karibicickány-félék családja a 16. század elején pusztult ki, amikor az európaiak meghódították a Nagy-Antillákat, ahol éltek. Eme család kipusztulását a patkány (Rattus) is okozhatta. Azóta a Karib-szigeteken csupán egy Eulipotyphla család maradt fenn a patkányvakondfélék (Solenodontidae).
A család fajai kisméretűek, körülbelül 5-15 centiméter hosszúak voltak. A pofáik hosszúkás és vékony orrban végződtek; farkuk hosszú volt. Rovarokkal és egyéb gerinctelenekkel táplálkozhattak.

## Rendszerezés
A kutatók nem értenek egyet abban, hogy e családnak hány faja is volt valójában. Egyesek szerint csak 6, míg mások szerint akár 12 faj is lehetett. Az alábbi lista az általánosan elfogadott 9 fajt jeleníti meg:
- †Nesophontes edithae Anthony, 1916 - típusfaj
- †Nesophontes hypomicrus Miller, 1929
- †Nesophontes longirostris Anthony, 1919
- †Nesophontes major Arredondo, 1970
- †Nesophontes micrus G.M. Allen, 1917
- †Nesophontes paramicrus Miller, 1929
- †Nesophontes submicrus Arredondo, 1970
- †Nesophontes superstes Fischer, 1977
- †Nesophontes zamicrus Miller, 1929

Két másik faj, ami a Kajmán-szigeteken élt, nincs leírva a tudományos nevük.

## Fordítás
- Ez a szócikk részben vagy egészben  a   Nesophontes című angol Wikipédia-szócikk ezen változatának fordításán alapul.  Az eredeti cikk szerkesztőit annak laptörténete sorolja fel. Ez a jelzés csupán a megfogalmazás eredetét és a szerzői jogokat jelzi, nem szolgál a cikkben szereplő információk forrásmegjelöléseként.